# Microquimerismo

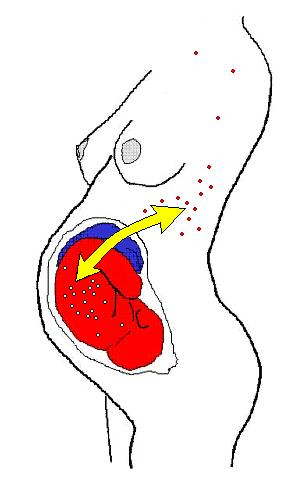
Durante el embarazo, en la placenta se puede producir un tráfico de células inmunes en dos sentidos. Las células intercambiadas pueden multiplicarse y establecer una línea celular de larga duración que son inmunológicamente activas incluso décadas después del parto.

El microquimerismo es la presencia de un reducido número de células originarias de un individuo en otro, y que, por lo tanto, son diferentes genéticamente a las células del individuo huésped. Este fenómeno puede estar relacionado con ciertos tipos de enfermedades autoinmunes; sin embargo, los mecanismos responsables de esta relación no están claros.

## Tipos

### Humano
En humanos, y quizás en todos los placentarios, la forma más común es el microquimerismo fetomaternal en el que las células del feto pasan a través de la placenta y establecen una estirpe de células en el interior de la madre. Se ha documentado que las células fetales persisten y se multiplican en la madre durante décadas. Se desconoce el fenotipo exacto de esas células, aunque se han identificado varios tipos de células, como varias estirpes de células inmunes, células madre mesenquimales y células derivadas de la placenta. Se desconocen las consecuencias potenciales para la salud de esas células. Una hipótesis es que esas células fetales pueden desencadenar una reacción de "injerto contra el huésped" llevando a una enfermedad autoinmune. Esto ofrece una explicación potencial a por qué muchas enfermedades autoinmunes son más prevalentes en mujeres de mediana edad. La otra teoría principal es que las células fetales cobijan a tejido materno enfermo o lesionado donde actúa como células madre y participan en la reparación. Se sabe que las células fetales pueden migrar al corazón y reparar el tejido dañado tras una cardiomiopatía diferenciándose en distintas estirpes celulares. También es posible que las células fetales sean inocentes espectadoras y no tengan efectos en la salud materna.
Se ha mostrado la existencia de microquimerismo en transfusiones de sangre a una población de inmunodeprimidos que habían sufrido un traumatismo.

### Otros Animales
El microquimerismo ocurre en la mayoría de los gemelos de vacuno. En el vacuno y en otros bovinos, normalmente la placenta de los gemelos se fusiona y los gemelos comparten la circulación sanguínea, dando a un intercambio de líneas celulares. Si los gemelos son de distinto sexo, las hormonas masculinas del ternero macho masculinizan a la vaquilla, creando un freemartin. Estas parecen hembras, pero son infértiles y no pueden ser usadas para la cría o la producción lechera. El microquimerismo proporciona un método de diagnosticar la condición, ya que el material genético masculino puede ser detectado en una muestra sanguínea.

## Relación con enfermedades autoinmunes y el cáncer de mama
Se ha implicado al microquimerismo en enfermedades autoinmunes. Estudios independientes han sugerido repetidamente que las células microquiméricas de origen fetal pueden estar implicadas en la patogénesis de la esclerodermia. Por otra parte, las células microquiméricas de origen materno pueden estar implicadas en la patogénesis de un grupo de enfermedades autoinmunes presentes en niños, como la miopatía inflamatoria idiopática juvenil (un ejemplo sería la dermatomiositis juvenil). Actualmente el microquimerismo se ha implicado en otras enfermedades inmunes, incluyendo  el lupus eritematoso sistémico. Por otra parte, una hipótesis alternativas de las células microquiméricas en lesiones es que pueden estar facilitando la reparación de tejido en el órgano dañado.
Además, las células inmunes fetales también se encuentran frecuentemente en el estroma del cáncer de mama en comparación con las muestras tomadas de mujeres sanas. No está claro, sin embargo, si las células fetales promueven el desarrollo de tumores o, por el contrario, protegen a la mujer de desarrollar cáncer de mama.